# Zhuāngzǐ (libro)
Lo Zhuāngzǐ (storicamente romanizzato Chuang Tzŭ) è un antico testo cinese che, insieme al Tao Te Ching, costituisce uno dei due testi fondamentali del Taoismo. Fu scritto durante il tardo periodo dei regni combattenti (476-221 a.C.) ed è intitolato al suo tradizionale autore, Zhuāngzǐ.
Lo Zhuāngzǐ è composto da storie e massime che esemplificano la natura dell'ideale saggio taoista. Contiene numerosi aneddoti, allegorie, parabole e favole, spesso espresse con irriverenza o umorismo. I temi ricorrenti includono l'abbracciare la spontaneità e raggiungere la libertà dal mondo umano e dalle sue convenzioni. Attraverso tutto il testo, l'obiettivo è illustrare l'arbitrarietà e la falsità ultima delle dicotomie normalmente abbracciate dalle società umane, come quelle tra bene e male, grande e piccolo, vita e morte, o uomo e natura. In contrasto con l'attenzione alla buona morale e al dovere personale espressa da molti filosofi cinesi del periodo, Zhuāngzǐ promuoveva l'errare spensierato e il seguire la natura, attraverso i quali si sarebbe infine diventati uno con la "Via" (Tao).
Sebbene l'apprezzamento per l'opera si concentri spesso sulla sua filosofia, lo Zhuāngzǐ è anche considerato una delle più grandi opere letterarie del canone classico cinese. Ha influenzato significativamente importanti scrittori e poeti cinesi per più di due millenni, con il primo commento attestato sull'opera scritto durante la dinastia Han (202 a.C. - 220 d.C.). È stato definito "il testo più importante per lo studio della letteratura cinese prima della Dinastia Qin".

## Struttura
Lo Zhuangzi (莊子) è tradizionalmente suddiviso in 33 capitoli, organizzati in tre sezioni principali:
- Capitoli Interni (內篇, Nèipiān) - 7 capitoli, considerati il nucleo più autentico dell'opera, attribuiti direttamente a Zhuangzi.[4]
- Capitoli Esterni (外篇, Wàipiān) - 15 capitoli, probabilmente scritti dai suoi discepoli o successori, sviluppano e ampliano le idee centrali del pensiero zhuangziano.[4]
- Capitoli Misti (雜篇, Zápiān) - 11 capitoli, contengono racconti e riflessioni di origine più eterogenea, probabilmente aggiunti in epoche successive.[4]

Questa suddivisione è tradizionalmente attribuita a Guo Xiang (郭象), un commentatore del III secolo d.C., che avrebbe curato e riorganizzato il testo.
Ogni capitolo dello Zhuangzi è composto principalmente da racconti, dialoghi e parabole, spesso con un tono ironico o paradossale. Questi elementi servono a illustrare i principi fondamentali del taoismo, come il wu wei (無為, "non-azione"), la relatività delle cose e il distacco dalle convenzioni sociali.
Ecco le caratteristiche principali della struttura dei capitoli:
- Dialoghi filosofici: Molti capitoli presentano conversazioni tra Zhuangzi e altri personaggi, come il suo amico Huizi o figure leggendarie come Confucio e Laozi. Questi dialoghi servono a mettere in discussione le idee convenzionali su utilità, saggezza e moralità.[4]
- Parabole e allegorie: Storie di animali parlanti, personaggi storici o mitologici vengono usate per trasmettere concetti profondi in modo accessibile e vivace. Esempio famoso: il sogno della farfalla, che esplora la natura illusoria della realtà.[4]
- Uso del paradosso e della relatività: I racconti spesso sfidano il pensiero logico lineare, mostrando come ciò che sembra ovvio possa essere illusorio. Un esempio è il confronto tra la piccola rana nel pozzo e il vasto oceano, per dimostrare la limitatezza della prospettiva umana.[4]
- Critica della società e delle convenzioni:  Zhuangzi mette in discussione valori come il successo, la fama e il dovere sociale, sostenendo invece la libertà individuale e l’armonia con il Dao (道).  Questo si riflette in storie di uomini che rifiutano cariche di prestigio per vivere in semplicità.[4]

Ogni capitolo, quindi, non segue una struttura rigida, ma è una raccolta di idee presentate attraverso storie e dialoghi che stimolano la riflessione più che fornire risposte definitive.

## Capitoli

### Nei Pian (內篇) - Capitoli Interni

#### Xiaoyao You (逍遙遊) - "La passeggiata senza meta"
Il capitolo 1 dello Zhuangzi è noto con il titolo "Xiaoyao You" (逍遙遊), che viene generalmente tradotto come "Vagabondaggio Senza Meta" o "Vagabondare in Libertà". Questo capitolo è composto da diverse storie e parabole che illustrano i principi del taoismo, come l'importanza della libertà spirituale e il non attaccamento alle convenzioni sociali.
- Storia del pesce Kun e dell'uccello Peng: Il capitolo si apre con una descrizione immaginativa e poetica del pesce gigante Kun e dell'uccello Peng. Secondo la narrazione, Kun è un enorme pesce che vive nel mare settentrionale e, quando si trasforma, diventa l'uccello Peng, con ali così vaste che oscurano il cielo quando vola. Peng vola da nord a sud in un viaggio che simboleggia la libertà e la vastità dell'universo, rappresentando l'idea taoista di trascendere i limiti del mondo ordinario. Il capitolo continua con una riflessione sulla relatività delle percezioni umane. Zhuangzi ci invita a considerare come ciò che è grande o piccolo, lungo o corto, potente o debole, sia relativo. C'è un passaggio in cui si discute del rospo che vive in un pozzo e crede che il mondo sia limitato alla sua piccola visuale. Questo confronto sottolinea l'idea che ogni essere vede il mondo da una prospettiva limitata, e solo trascendendo queste prospettive limitate si può raggiungere la vera libertà.[5]
- Storia dell'albero inutile: Zhuangzi esplora anche la nozione di "inutile" come una qualità positiva. Parla di un grande albero che, essendo troppo nodoso e contorto per essere usato dai falegnami, è lasciato indisturbato a crescere. Questo simbolo dell'inutilità si rivela invece una benedizione, permettendo all'albero di vivere una lunga vita indisturbata. Qui, Zhuangzi sfida le nozioni convenzionali di utilità e successo, sostenendo che l'inutilità apparente può essere una via verso la vera libertà e realizzazione.[5]

#### Qi Wu Lun (齊物論) - "La dottrina dell'uguaglianza delle cose"
Il capitolo 2 dello Zhuangzi è noto come "Qiwulun" (齊物論), che può essere tradotto come "La Livellazione delle Cose" o "L'uguaglianza delle Cose". Questo capitolo esplora concetti profondi come la relatività delle distinzioni e l'interconnessione di tutte le cose nell'universo. Il testo cerca di dissolvere le distinzioni tra giusto e sbagliato, grande e piccolo, e altre dicotomie, per arrivare a una comprensione più profonda del Tao.

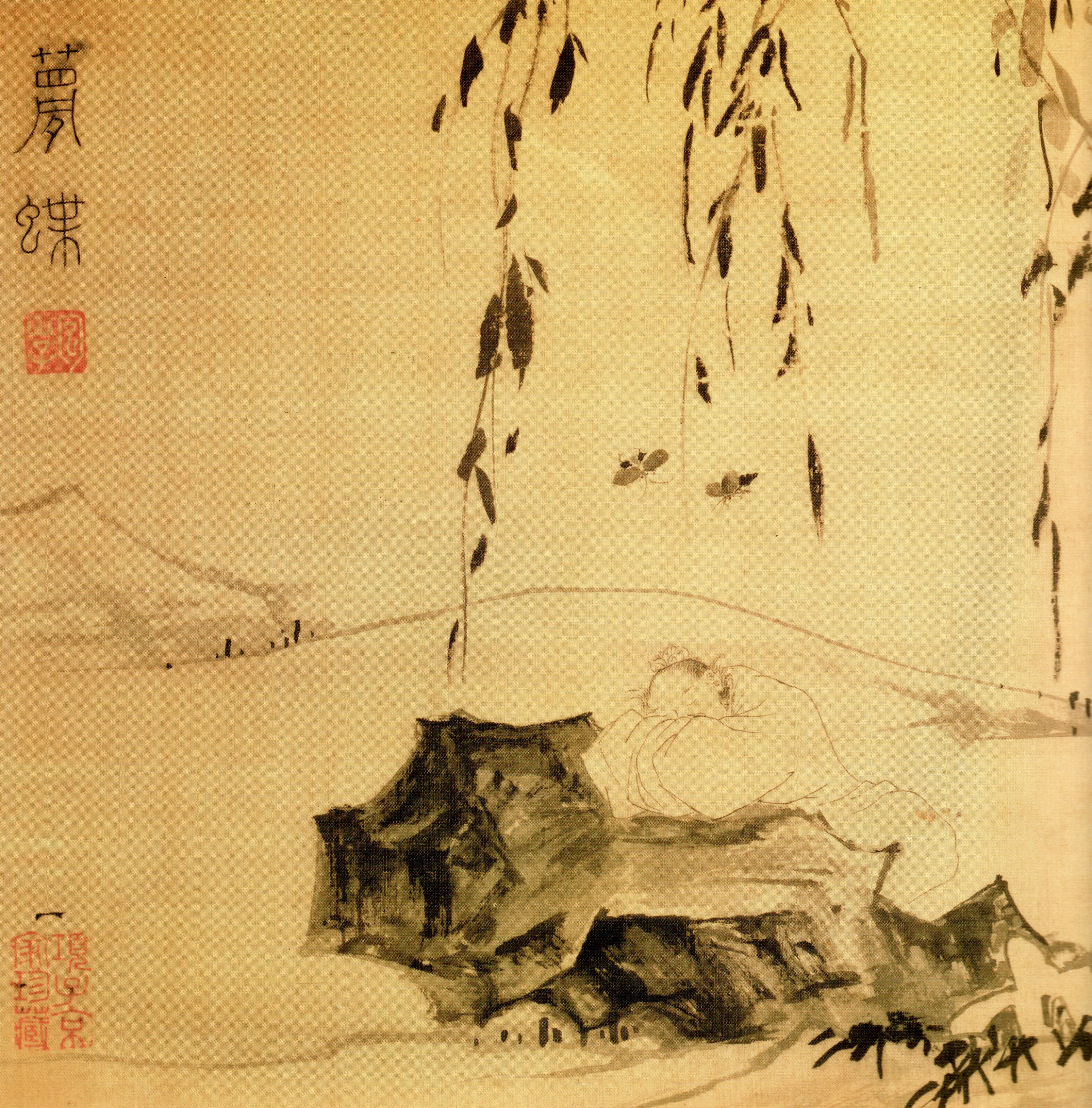
Il sogno della farfalla del pittore cinese Lu Zhi (1550 circa), rappresentazione artistica della celebre storia dello Zhuangzi.

- Il sogno della farfalla: La metafora di Zhuangzi che sogna di essere una farfalla, e poi si chiede se è un uomo che ha sognato di essere una farfalla o una farfalla che sta sognando di essere un uomo, si collega bene ai temi di relatività e incertezza dell'identità discussi in questo capitolo.[6]
- La discussione tra Zhuangzi e Huizi: Zhuangzi e Huizi, un logico e amico di Zhuangzi, discutono sul concetto di giusto e sbagliato. Zhuangzi suggerisce che ciò che è giusto e ciò che è sbagliato dipende dalle prospettive, e che non esiste una verità assoluta. Questa discussione esplora la relatività delle opinioni e delle percezioni umane.[6]

#### Yang Sheng Zhu (養生主) - "Il maestro del nutrimento della vita"
Il capitolo 3 dello Zhuangzi è intitolato "Yang Sheng Zhu" (養生主), che può essere tradotto come "Il Coltivatore della Vita" o "Il Maestro della Nutrizione della Vita". Questo capitolo è incentrato sull'arte di vivere in armonia con il Tao, evitando i pericoli e le tensioni della vita attraverso la saggezza e l'adattamento.
- La storia di Cuo il Macellaio Ding: Questa è una delle storie più famose del Zhuangzi. Racconta di un macellaio di nome Ding che taglia un bue con estrema abilità. Quando gli viene chiesto come riesca a fare il suo lavoro con tanta facilità, risponde che ha imparato a seguire le linee naturali del bue, adattando la sua tecnica all'anatomia dell'animale. Questa parabola simboleggia il concetto di "wu wei" (non-azione o azione senza sforzo), suggerendo che la maestria nella vita si ottiene seguendo il flusso naturale delle cose.[7]

#### Ren Jian Shi (人間世) - "Nel mondo degli uomini"
Il capitolo 4 dello Zhuangzi è intitolato "Ren Jian Shi" (人間世), che può essere tradotto come "Il Mondo degli Uomini" o "Vivere nel Mondo Umano". Questo capitolo esplora come un saggio può navigare nel mondo sociale e politico senza perdere la propria integrità e il legame con il Tao. Le storie e i dialoghi presenti in questo capitolo offrono consigli su come vivere nel mondo degli uomini, mantenendo una distanza mentale e spirituale dalle distrazioni e dalle ambizioni.
- Yan Hui chiede consiglio a Confucio: Yan Hui, il discepolo preferito di Confucio, desidera ritirarsi dal mondo, ma Confucio gli consiglia di restare e di affrontare le difficoltà del mondo umano. Confucio gli insegna come adattarsi e comportarsi con saggezza e cautela, utilizzando la strategia della non-azione e dell'adattamento per navigare nel mondo degli uomini senza compromettere la propria integrità.[8]
- Zhuangzi consiglia il funzionario Ji Liang: Ji Liang, un funzionario preoccupato per il suo re, chiede consiglio a Zhuangzi su come affrontare il sovrano tirannico. Zhuangzi gli suggerisce di adattarsi alla situazione, mantenendo la calma e usando la propria saggezza per influenzare il re in modo indiretto, piuttosto che affrontarlo apertamente. Questa storia illustra la strategia taoista di adattamento e non-confronto diretto.[8]

#### De Chong Fu (德充符) - "La virtù compiuta"
Il capitolo 5 dello Zhuangzi è intitolato "De Chong Fu" (德充符), che può essere tradotto come "Il Segno della Virtù Piena" o "La Pienezza della Virtù". Questo capitolo esplora il concetto di "virtù" (德, dé) non nel senso morale, ma come un modo di vivere in armonia con il Tao, accettando la propria natura e le circostanze della vita senza cercare di cambiarle.
- La storia di Wang Tai, l'uomo senza piedi: Wang Tai è un uomo che ha perso i piedi, ma vive in totale serenità e accettazione. Nonostante la sua menomazione, è un esempio di come una persona possa raggiungere la pienezza della virtù e vivere in armonia con il Tao. La sua figura serve a dimostrare che l'aspetto esteriore o le limitazioni fisiche non influiscono sulla vera virtù.[9]
- La parabola dell'uomo che cerca di diventare saggio: Un uomo desidera ardentemente diventare saggio e cerca di raggiungere la saggezza attraverso lo studio e la disciplina. Tuttavia, scopre che la vera saggezza non può essere acquisita attraverso lo sforzo intenzionale, ma emerge naturalmente quando si vive in armonia con il Tao. Questa parabola illustra il principio taoista della spontaneità e del non-attaccamento.[9]

#### Da Zong Shi (大宗師) - "Il grande maestro"
Il capitolo 6 dello Zhuangzi è intitolato "Da Zong Shi" (大宗師), che può essere tradotto come "Il Maestro Supremo" o "Il Grande Maestro". Questo capitolo è uno dei più profondi e complessi dell'opera, trattando temi come l'unione con il Tao, l'illuminazione, la trascendenza delle distinzioni ordinarie, e la fusione con l'ordine cosmico. Le storie e i dialoghi esplorano la condizione umana e la possibilità di superarla attraverso la comprensione e l'integrazione con il Tao.
- La storia di Confucio e Yan Hui sullo stato di non-azione (wu wei): Yan Hui chiede a Confucio come possa raggiungere la saggezza suprema. Confucio risponde che deve raggiungere lo stato di "non-azione" (wu wei), uno stato in cui non si è influenzati dal mondo esterno e si è in completa armonia con il Tao. Yan Hui scopre che questo stato implica il lasciar andare ogni desiderio e attaccamento, permettendo alla propria natura di fluire spontaneamente. Questo dialogo esplora la natura del wu wei e come esso conduca all'illuminazione.[10]
- La storia dell'uomo che non ha più sé stesso: Un uomo perde la sua identità individuale e diventa uno con il Tao. Questa storia esplora il concetto di "perdere il sé" per raggiungere l'illuminazione, un tema centrale nel Taoismo. L'individuo diventa così parte integrante del tutto, vivendo in uno stato di totale armonia e distacco dal mondo materiale.[10]

#### Ying Di Wang (應帝王) - "Rispondere agli imperatori e ai re"
Il capitolo 7 dello Zhuangzi, intitolato "Ying Di Wang" (應帝王), contiene diverse storie che esplorano il rapporto tra il saggio e il potere politico, l'importanza della non-azione (wu wei) e il distacco dalle ambizioni mondane.

### Wai Pian (外篇) - Capitoli Esterni

#### Pian Mu (騈拇) - "Il dito in più"
Il capitolo 8 dello Zhuangzi è intitolato "Pian Mu" (騈拇), che può essere tradotto come "Dita Storte" o "Dita Appaiate". In questo capitolo, Zhuangzi esplora il tema delle anomalie fisiche e sociali per illustrare concetti più profondi riguardanti la relatività delle norme sociali e dei giudizi morali. Le storie e i dialoghi del capitolo analizzano l'importanza di non attaccarsi a idee fisse di normalità o perfezione, mostrando come la vera saggezza risieda nel riconoscere la relatività di tutte le cose.
- La parabola delle dita appaiate (o storte): Il capitolo inizia con una riflessione sulle dita appaiate, che sono considerate anomale o difettose. Zhuangzi usa questa metafora per esaminare il modo in cui giudichiamo ciò che è normale o anormale. La storia suggerisce che ciò che è considerato difetto o deformità dipende dai criteri culturali e che la saggezza consiste nel trascendere tali giudizi relativi.[12]

#### Ma Ti (馬蹄) - "Gli zoccoli del cavallo"
Il capitolo 9 dello Zhuangzi è intitolato "Ma Ren" (馬蹄), che può essere tradotto come "I zoccoli del cavallo" o "Le impronte del cavallo". Questo capitolo esplora il tema dell'interferenza umana nella natura e il contrasto tra l'ordine naturale e l'ordine imposto dalle leggi e dalle convenzioni sociali. Zhuangzi critica la tendenza umana a voler controllare e plasmare il mondo secondo i propri desideri, distaccandosi così dall'armonia naturale del Tao.
- La storia di Bo Le e l'addestramento dei cavalli: Bo Le è un famoso addestratore di cavalli. Nonostante la sua abilità, Zhuangzi critica il suo approccio, sottolineando che il tentativo di addomesticare e disciplinare i cavalli secondo standard umani li rende infelici e spezza la loro natura. Questo dialogo riflette la critica taoista alla manipolazione della natura e all'imposizione di regole rigide.[13]

#### Qu Qie (胠篋) - "Il forziere svelato"
Il capitolo 10 dello Zhuangzi è intitolato "Qu qie" (胠篋), che può essere tradotto come "Aprire il Forziere" o "Ladri e Nobili". Questo capitolo esplora temi legati alla moralità, all'onestà e alla giustizia, mettendo in discussione le convenzioni sociali e i valori morali comunemente accettati. Zhuangzi critica l'ipocrisia della società, che spesso celebra i potenti e condanna i deboli, pur essendo entrambi guidati dagli stessi impulsi fondamentali.
- La parabola del ladro Zhi: La storia narra di un famoso ladro di nome Zhi che, pur essendo un criminale, possiede virtù come coraggio, saggezza, e pianificazione. Zhuangzi usa questa storia per mettere in discussione la distinzione tra virtù e crimine, suggerendo che la linea tra il bene e il male è più sottile di quanto si creda. La storia critica la società per la sua ipocrisia nel lodare le stesse qualità negli uomini potenti che condanna nei criminali.[14]

#### Zai You (在宥) - "Lasciare andare"
Il capitolo 11 dello Zhuangzi, intitolato "Zai You" (在宥), può essere tradotto come "Lasciar Essere" o "Lasciar Andare". In questo capitolo, Zhuangzi esplora ulteriormente i temi dell'accettazione e del lasciar andare, concentrandosi sulla libertà interiore e sull'armonia con il Tao. Le storie e i dialoghi del capitolo invitano a rinunciare all'attaccamento alle preoccupazioni mondane e a vivere in accordo con la propria natura.

#### Tian Di (天地) - "Il cielo e la terra"
Il capitolo 12 del Zhuangzi è intitolato "Tian Dao" (天道), che può essere tradotto come "La Via Celeste" o "La Via del Cielo". Questo capitolo si concentra sull'idea della via naturale del cielo e della terra, la relazione tra il Dao (la Via) e l'umanità, e il modo in cui gli esseri umani dovrebbero armonizzarsi con la natura. Il capitolo presenta vari racconti e aneddoti che illustrano queste tematiche.

#### Tian Dao (天道) - "La via del cielo"
Il capitolo 13 del Zhuangzi, intitolato "Tian Di" (天地), ovvero "Cielo e Terra", continua ad esplorare temi legati al Dao, la natura e la relazione dell'uomo con l'universo. Questo capitolo contiene una serie di storie e dialoghi che affrontano questioni filosofiche come la morte, l'impermanenza e la naturalezza delle cose.

#### Tian Yun (天運) - "Il movimento del cielo"
Il capitolo 14 del Zhuangzi, intitolato "Tian Yun" (天運), che può essere tradotto come "Il Movimento del Cielo" o "Il Fato Celeste", esplora temi legati al destino, alla casualità e al modo in cui il Dao (la Via) guida il mondo. Il capitolo affronta l'idea che il Dao si manifesta nel mondo attraverso il cambiamento costante e imprevedibile e che l'uomo saggio deve accettare e adattarsi a questo flusso.

#### Ke Yi (刻意) - "L'azione intenzionale"
Il capitolo 15 del Zhuangzi è intitolato "Keyi" (刻意), che può essere tradotto come "Il Condizionamento delle Intenzioni" o "La Forzatura dell'Intento". In questo capitolo, il testo esplora l'idea che cercare di forzare o manipolare la propria volontà per raggiungere certi obiettivi è contrario al Dao (la Via). Il capitolo presenta storie e dialoghi che mettono in luce i pericoli di cercare di imporre le proprie intenzioni e di non seguire il flusso naturale delle cose.

#### Shan Xing (山木) - "Gli alberi delle montagne"
Il capitolo 16 del Zhuangzi è intitolato "Shan Mu" (山木), che può essere tradotto come "L'Albero sulla Montagna". Questo capitolo esplora il tema dell'utilità e dell'inutilità, proponendo storie che mostrano come ciò che sembra inutile o insignificante possa in realtà avere un grande valore. Il concetto di "inutilità utile" è un tema ricorrente nel Zhuangzi, e in questo capitolo viene approfondito attraverso vari racconti.

#### Qiu Shui (秋水) - "Le acque d'autunno"
Il capitolo 17 del Zhuangzi è intitolato "Qiu Shui" (秋水), che può essere tradotto come "Le Acque d'Autunno". Questo capitolo esplora la vastità del Dao e la relatività delle prospettive umane attraverso storie e dialoghi che mettono in evidenza la limitatezza della conoscenza e della comprensione umana rispetto all'immensità della natura e del cosmo.

#### Zhi Bei You (至北遊) - "Il viaggio al Nord Estremo"
Il capitolo 18 del Zhuangzi è intitolato "Zhi Le" (至樂), che può essere tradotto come "La Suprema Gioia". In questo capitolo, il testo esplora il concetto di felicità e come essa possa essere raggiunta attraverso la comprensione del Dao (la Via) e l'accettazione della vita in tutte le sue manifestazioni, comprese la morte e le difficoltà. Le storie e i dialoghi presenti in questo capitolo mettono in luce come la vera gioia non derivi da fattori esterni, ma da un profondo equilibrio interiore e dall'armonia con il Dao.

#### Dao Zhi (達生) - "Coltivare la vita"
Il capitolo 19 del Zhuangzi è intitolato "Da Sheng" (達生), che può essere tradotto come "Il Completamento della Vita" o "Realizzare la Vita". In questo capitolo, il tema centrale è come vivere pienamente e saggiamente seguendo il Dao, senza essere travolti dalle preoccupazioni o dalle ansie che spesso accompagnano l'esistenza umana. Le storie e i dialoghi in questo capitolo offrono insegnamenti su come affrontare la vita con tranquillità, accettando le trasformazioni naturali e adattandosi alle circostanze con flessibilità.

#### Shan Mu (山木) - "Gli alberi delle montagne"
Il capitolo 20 del Zhuangzi è intitolato "Shan Xing" (山行), che può essere tradotto come "Camminando tra le Montagne". Questo capitolo esplora il tema del viaggio interiore e delle riflessioni sulla natura della vita, del Dao e dell'illuminazione. Le storie e i dialoghi presenti nel capitolo mettono in luce la saggezza taoista e come essa possa essere applicata per vivere una vita equilibrata e armoniosa.

#### Tian Zifang (田子方) - "Tian Zifang"
Il capitolo 21 del Zhuangzi è intitolato "Tian Zifang" (田子方), che prende il nome da un personaggio storico, Tian Zifang, un consigliere famoso per la sua saggezza. Questo capitolo esplora il tema dell'autentica saggezza, delle virtù morali e del vivere in armonia con il Dao, utilizzando una serie di storie e dialoghi che riflettono il pensiero taoista.

#### Zhi Le (知北遊) - "Il piacere del conoscere"
Il capitolo "Zhi Le" (知北遊) del Zhuangzi, tradotto come "Il Piacere del Conoscere" o "Il Piacere di Viaggiare a Nord", si concentra sui temi del viaggio, della conoscenza e del piacere derivante dall'esplorazione. Questo capitolo esplora come la comprensione e l’esperienza possano arricchire la vita, enfatizzando l’importanza di seguire il Dao e di apprezzare il viaggio stesso piuttosto che il solo arrivo.

### Za Pian (杂篇)  - Capitoli Misti

#### Geng Sang Chu (庚桑楚) - "Geng Sang Chu"
Il capitolo "Geng Sang Chu" (耿桑楚) del Zhuangzi esplora temi di spontaneità, saggezza e libertà attraverso una serie di storie e dialoghi. Il titolo del capitolo si riferisce a Geng Sang Chu, un personaggio che rappresenta un tipo di saggezza e comprensione taoista.

#### Xu Wu Gui (許行) - "Xu Wu Gui"
Il capitolo "Xu Wu Gui" (徐吾龜) del Zhuangzi, che può essere tradotto come "Il Testudo di Xu Wu" o "Xu Wu e il Testudo", è un capitolo che esplora temi di spontaneità, comprensione e la natura della saggezza attraverso storie e allegorie.

#### Zei Yang (則陽) - "Zei Yang"
Il capitolo "Zei Yang" (則陽) del Zhuangzi, tradotto come "Ladro Yang" o "Zei Yang", tratta temi di etica, leadership e il rapporto tra la moralità convenzionale e il Dao. Questo capitolo utilizza storie e dialoghi per esplorare il comportamento umano, mettendo in discussione le norme morali e sociali attraverso la lente della filosofia taoista.

#### Yu Fu (外物) - "Le cose esterne"
Il capitolo "Yu Fu" (外物) del Zhuangzi, tradotto come "Le Cose Esterne" o "Gli Oggetti Esterni", tratta del rapporto tra l'individuo e il mondo esterno, esplorando temi come la libertà interiore, il distacco dagli oggetti materiali e l'importanza di seguire il Dao piuttosto che essere influenzati dalle circostanze esterne.

#### Yu Lao (寓言) - "Parabole"
Il capitolo "Yu Lao" (寓言) del Zhuangzi, tradotto come "Parabole", è composto da una serie di storie e aneddoti allegorici, che vengono usati per trasmettere insegnamenti filosofici. Queste parabole trattano temi come la relatività dei valori umani, la saggezza del Dao, e l'importanza di abbandonare i preconcetti.

#### Rang Wang (讓王) - "L'abdicazione del re"
Il capitolo "Rang Wang" (讓王) del Zhuangzi, tradotto come "L'Abdicazione del Re", esplora il tema dell'abdicazione, del potere, e della leadership attraverso una serie di storie che riflettono sul valore dell'umiltà e sull'inutilità del potere mondano rispetto alla saggezza del Dao. Questo capitolo mette in discussione l'importanza del dominio politico e del controllo sociale, favorendo invece l'idea che il vero potere risieda nel non agire e nell'essere in armonia con il Dao.

#### Dao Zhi (盜跖) - "Il bandito Zhi"
Il capitolo "Dao Zhi" (盜跖), tradotto come "Il Bandito Zhi", del Zhuangzi esplora temi come la moralità, la legge, il potere e la relatività delle norme sociali attraverso la figura di Dao Zhi, un famoso bandito. Il capitolo mette in discussione le convenzioni morali e presenta una critica alla società e alle sue leggi, confrontandole con la saggezza naturale del Dao.

#### Shuo Jian (說劍) - "Sulle spade"
Il capitolo "Shuo Jian" (說劍), tradotto come "Sulle Spade", del Zhuangzi si concentra su temi legati all'arte della spada, alla guerra, al potere, e alla virtù. Attraverso una serie di storie e dialoghi, il capitolo esplora la tensione tra la forza fisica e la saggezza, mostrando come l'abilità nella spada non sia sufficiente per raggiungere la vera saggezza o la pace interiore.

#### Yu Fu (渔父) - "Il pescatore"
Il capitolo "Yu Fu" (渔父), tradotto come "Il Pescatore", del Zhuangzi presenta una serie di storie che ruotano attorno alla figura di un pescatore, un simbolo di saggezza semplice e naturale. Attraverso queste storie, il capitolo esplora temi come la libertà, il distacco dalle ambizioni mondane e l'armonia con il Dao.

#### Lie Yu Kou (列禦寇) - "Lie Yukou"
Il capitolo "Lie Yu Kou" (列禦寇), tradotto come "Lie Yukou", del Zhuangzi si concentra su storie e riflessioni legate a Lie Yukou, un leggendario maestro taoista, e alle sue esperienze di vita. Questo capitolo esplora temi come la libertà, la saggezza, il distacco dalle convenzioni sociali e l'armonia con il Dao.

#### Tian Xia (天下) - "Il mondo"
Il capitolo "Tian Xia" (天下), tradotto come "Il Mondo", è l'ultimo capitolo del Zhuangzi ed è spesso considerato un saggio conclusivo sull'evoluzione del pensiero filosofico cinese. Il capitolo riflette sulla varietà di scuole di pensiero e sui diversi approcci alla saggezza, alla virtù e al governo del mondo. Piuttosto che contenere singole storie come altri capitoli, "Tian Xia" è una riflessione complessiva sulla filosofia e le tradizioni intellettuali dell'epoca.